# Невролеон сходный
Невролеон сходный (Neuroleon microstenus) — вид сетчатокрылых насекомых из семейства муравьиных львов (Myrmeleontidae).

## Описание
Серо-бурый небольшой муравьиный лев. Длина переднего крыла у самцов 21—28 мм, самок — 23—28 мм. Длина заднего крыла у самцов 21—25 мм, самок — 21—27 мм. Характерен половой диморфизм: у самца, брюшко значительно длиннее, чем у самки. Длина брюшка самца 26—32 мм, у самки брюшко короче крыльев — 16—18 мм. Голова желтоватая, с бурым рисунком полос и пятен. Усики длинные, равны по длине груди, бурого цвета с тёмно-бурыми кольцами. Среднегрудь и заднегрудь тёмно-бурого цвета с размытым рисунком. Ноги светло-бурого цвета с тёмными крапинками. Голени покрыты чёрными и белыми волосками и щетинками. Шпоры практически прямые, изогнутые у вершины. Крылья ланцетовидные и широкие, расширенные у вершины. Крылья прозрачные со слабо выраженными дымчатыми пятнами на переднем крыле на развилках некоторых жилок и с бурым пятном. На задних крыльях затемнения отсутствуют. Все продольные и большая часть поперечных жилок двухцветные — белые и бурые. Линии Бэнкса на передних крыльях выражены, на задних — отсутствуют. Брюшко самцов длиннее крыльев, покрыто светлыми и тёмными волосками.

## Ареал
Франция, Италия, Румыния, Венгрия, Югославия, Болгария, Украина (степные участки Луганской области), Крым, Россия, Дагестан, Турция, Алжир, Азербайджан, Армения, Кипр, Сирия, Ливан, Израиль, Иран.
На территории России обитает два подвида: в горах Дагестана — крупный номинативный, а в Краснодарском крае — более мелкий Neuroleon microstenus propinquus (Navas, 1911), описанным из Крыма.

## Биология
Обитают на степных участках с кустарниковой растительностью. Время лёта с июня по сентябрь. Взрослые насекомые (имаго) активны в дневное и сумеречное время. В отдельные ночи хорошо летят на свет. Особи этого вида прилетают на какой-то аттрактант, содержащийся в вине из красного винограда.